# Parallelia derogans
Parallelia derogans är en fjärilsart som beskrevs av Walker 1858. Parallelia derogans ingår i släktet Parallelia och familjen nattflyn. Inga underarter finns listade i Catalogue of Life.